# سایکو (راهب)
سایکو (به ژاپنی: 西光) (۱۱۸۹–۱۱۳۰) یک سانگها (راهب بودایی) و مشاور ارشد امپراتور گو-شیراکاوا اهل ولایت آوا در اواخر دوره هی‌آن بود. وی همچنین پسر دایه شینزی (محقق و مقام درباری، مرگ ۱۱۶۰) و فرزندخوانده فوجیوارا نو ایه‌ناری بود. وی پس از حادثه شیشیگاتانی به عنوان عامل اصلی شناخته شد و به دستور تایرا نو کیوموری گردن زده شد.